# تريجانا للخدمات الجوية
تريجانا للخدمات الجوية بالإنجليزية Trigana Air Service (رمز إياتا : IL، رمز إيكاو: TGN) هي شركة خطوط جوية إندونيسية، تتخذ من مطار سوكارنو هاتا الدولي مركزا لعمالياتها, أحدثت في 1991.